# Trimetopon viquezi
Espèce
Statut de conservation UICN

 CR B1ab(iii) : 
En danger critique
Trimetopon viquezi  est une espèce de serpents de la famille des Dipsadidae.

## Répartition
Cette espèce est endémique du Costa Rica.

## Étymologie
Cette espèce est nommée en l'honneur de Carlos Víquez Segrada qui a collecté le premier spécimen.

## Publication originale
- Dunn, 1937 : New or Unnamed Snakes from Costa Rica. Copeia, vol. 1937, no 4, p. 213-215.